# Санта-Эуфемия (Лейрия)
Санта-Эуфемия (порт. Santa Eufémia) — район (фрегезия) в Португалии, входит в округ Лейрия. Является составной частью муниципалитета Лейрия. По старому административному делению входил в провинцию Бейра-Литорал. Входит в экономико-статистический субрегион Пиньял-Литорал, который входит в Центральный регион. Население составляет 2420 человек на 2001 год. Занимает площадь 10,02 км².